# Cachi (colore)
Il colore cachi o, secondo la grafia originaria inglese khaki, deriva il suo nome dal persiano khak che significa "terra", da cui deriva khaki che significa "di color terra". È un colore utilizzato in molte forze armate nel mondo per le uniformi o le tenute mimetiche.
È anche il colore denominato khaki per lo standard HTML/CSS.

## Storia
Il colore cachi è definito nel manuale A Dictionary of Color del 1930, che costituiva il riferimento normativo per i colori prima dell'avvento dei computer. Il primo utilizzo ufficiale del nome khaki come attributo di colore in inglese si è avuto nel 1848.
Storicamente, il khaki venne adottato dall'esercito inglese per la prima volta in India nel 1848. L'utilizzo ufficiale di uniformi khaki ebbe inizio con la campagna di Abissinia del 1867-68, quando truppe distaccate proprio dall'India, al comando del generale Sir Robert Napier, vennero inviate a liberare alcuni prigionieri britannici presi dall'imperatore etiope Tewodros II.
La spedizione in Abissinia del 1868 è considerata la prima occasione in cui truppe con uniformi khaki hanno preso parte ad azioni belliche. In realtà, divise di questo colore erano state introdotte nell'esercito inglese come uniformi da lavoro nel 1861, ma vennero ritirate nel 1864. Malgrado la nuova disposizione, le truppe britanniche, particolarmente quelle in Asia, continuarono a tingere le uniformi da combattimento bianche con foglie di te o con altri coloranti.
Secondo alcune fonti, l'invenzione del colore khaki per le divise mimetiche viene attribuita all'allora tenente, poi tenente generale Harry Lumsden, che nel dicembre 1846 inventò il Corpo delle Guide britannico.

## Utilizzo
Attualmente, è un colore tipico per le uniformi estive di servizio in molte forze armate del mondo.
Inoltre è il colore usato nella camicia dell'uniforme degli Esploratori e dei Rover della Federazione degli Scout d'Europa.
Il nome viene a volte usato in modo non corretto nel mondo anglosassone per descrivere una tonalità di verde simile al colore degli asparagi o al verde marino, specialmente dalle industrie di tessuti.

## Gradazioni

### Cachi chiaro o catrame
A destra è rappresentato il colore web light khaki, la resa per le pagine elettroniche del colore cachi chiaro o catrame.
Questo è il colore chiamato khaki per lo standard X11 ed è uno dei casi in cui la nomenclatura dei colori X11 differisce da quella HTML/CSS.

### Cachi scuro
A destra è rappresentato il colore web dark khaki.
Questo è il colore cachi scuro (uno dei colori della lista dello standard X11) più scuro del khaki X11 che coincide con il colore dello standard HTML/CSS.

### Cachi Pantone
A destra è rappresentato il colore khaki Pantone. Questo è il colore definito khaki nello standard Pantone.

### Confronto fra le tonalità di cachi

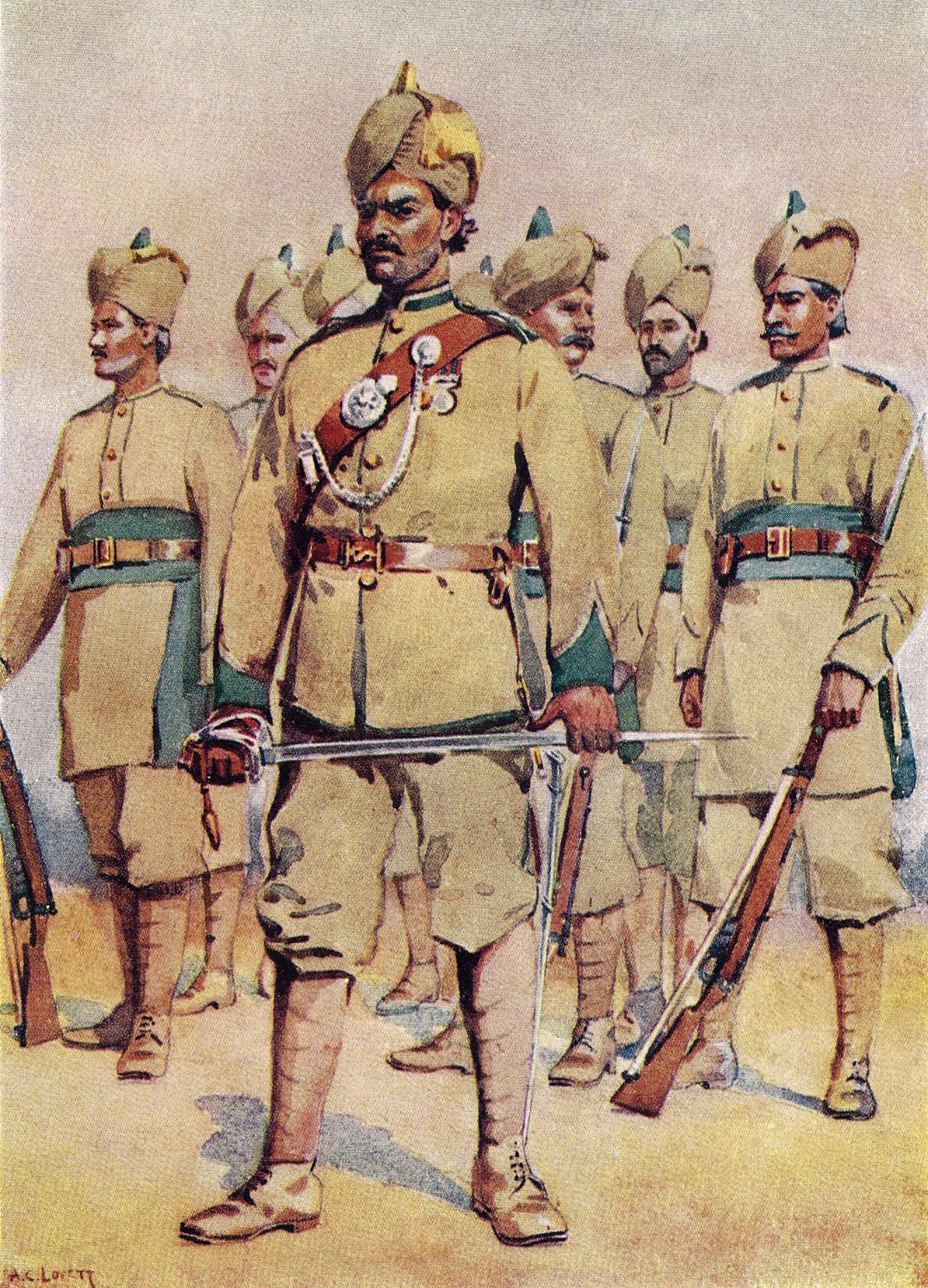
Militari con le uniformi color cachi

|  | Cachi chiaro (X11 "Khaki") (Hex: #F0E68C) (RGB: 240, 230, 140)     |
|  | Cachi (khaki) (HTML/CSS) (Hex: #C3B091) (RGB: 195, 176, 145)       |
|  | Cachi scuro (X11 "Dark Khaki") (Hex: #BDB76B) (RGB: 189, 183, 107) |
|  | Cachi Pantone (16-0726 TC) (Hex: #A18F5E) (RGB: 161, 143, 94)      |